# Nowosiółka (rejon przemyślański)
Nowosiółka – wieś na Ukrainie w rejonie lwowskim (wcześniej w rejonie przemyślańskim) należącym do obwodu lwowskiego.

## Położenie
Na podstawie Słownika geograficznego Królestwa Polskiego i innych krajów słowiańskich: Nowosiółka to wieś w powiecie przemyślańskim, 5 km na południowy zachód od Dunajowa, 10 km na południowy wschód od Przemyślan.